# Black Debbath
 (septembre 2015).
Black Debbath est un groupe de heavy metal et hard rock parodique norvégien, originaire d'Oslo. Il est formé par quatre membres de Duplex Records en 1999. Il est connu pour ses textes humoristiques et politiques. Le groupe comprend actuellement Lars Lønning, Egil Hegerberg, Aslag Guttormsgaard et Ole Petter Andreassen. Black Debbath compte sept albums studio, une compilation et neuf singles, ainsi que plusieurs participations à d'autres compilations.

## Biographie
Black Debbath est formé en 1999  à Oslo par des membres venus de groupes tels que Gartnerlosjen, Bare Egil Band, LYD et Hurra Torpedo, signés au label Duplex Records.
En 2000, le groupe remporte le Grammy Award pour son album Tung, tung politisk rock, qui lui est peu après enlevé et attribué au groupe The Kovenant. Le présentateur, Kristopher Schau, un ami du groupe avait délibérément cité le mauvais vainqueur. L'année suivante, en 2001, le groupe publie son premier album studio, Welcome to Norway. Le groupe fait de nombreuses tournées et joue à l'été 2004, entre autres, aux Quartfestivalen, Slottsfjellfestivalen et à l'Øyafestivalen. En 2005, le groupe joue à le Lost Weekend au Storåsfestivalen.
En 2006, ils jouent au festival Øyafestivalen, et sortent l'album Naar vi døde rocker.
Le 11 janvier 2013 sort l'album Nå får det faen meg være rock! Akademisk stoner-rock!. En janvier 2015, ils publient leur septième album Universell Riffsynsing.

## Membres
- Egil Hegerberg - chant, guitare, claviers, basse
- Lars Lønning - chant, guitare
- Aslag Guttormsgaard - guitare, basse, chant
- Ole Petter Andreassen - batterie, chant

## Discographie

### Albums studio
- 1999 : Tung, Tung Politisk Rock
- 2001 : Welcome to Norway
- 2004 : Den Femte Statsmakt
- 2006 : Naar Vi Døde Rocker (En Tungrockhyllest Til Ibsen)
- 2007 : Black Debbath Hyller Kvinnen!
- 2013 : Nå får det faen meg være rock! Akademisk stoner-rock!
- 2015 : Universell Riffsynsing

### Singles
- 1999 : Problemer Innad I Høyre
- 2001 : Mongo Norway (A Guide to Nightlife In Oslo)
- 2001 : Martin Schanke
- 2004 : Den femte statsmakt
- 2006 : Motörhedda Gabler
- 2006 : Striden om Ibsens Møblement
- 2013 : Nei til runkesti på Ekeberg
- 2013 : Bytt kjøkkenklut oftere
- 2015 : Pensjonsballade